# Orde van de IJzeren Helm

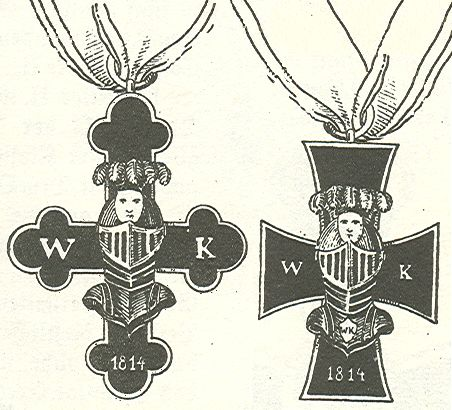
De twee uitvoeringen van het kruis. Het rechtse vierkante kruis is van 1815

Op 18 maart 1814 stelde Keurvorst Wilhelm I van Hessen-Kassel een Orde van de IJzeren Helm (Duits: "Orden vom Eisernen Helm") in. Maximilian Gritzner beschrijft het model en de statuten van de Orde als een "navolging van het Pruisische IJzeren Kruis".
De Orde moest de verdienste in de strijd tegen de Franse tiran Napoleon I belonen en werd in twee klassen en als Grootkruis verleend.
Het opvallend vormgegeven kleinood was een zwart gemaakt gietijzeren kruis in de vorm van een klaverkruis met daarop een gesloten helm met helmteken en vederbos.
- De Grootkruisen droegen een tweemaal zo groot kruis aan een lint in het knoopsgat en een geborduurd kruis op de linkerborst.
- De Ridders der Eerste Klasse droegen een kruis aan een lint in het knoopsgat en een geborduurd kruis op de linkerborst.
- De Ridders der Tweede Klasse droegen een kruis aan een lint in het knoopsgat.

De onderscheiding werd in 1814 verleend naar aanleiding van de geslaagde bevrijding van de Duitse landen maar de terugkeer van Napoleon in 1815 noopte de Keurhessische regering om zich wederom in de strijd te mengen en ook een tweede oplage van de Orde van de IJzeren Helm te laten gieten. Deze tweede oplage onderscheidt zich door de vierkante armen van het kruis. Er werden 68 kruisen op het vierkante "Duitse" kruis toegekend.
De Orde werd vooral aan Keurhessische onderdanen, maar bij uitzondering ook aan geallieerde officieren in het Keurhessische leger verleend.
Het lint van de Orde was rood met twee witte strepen.